# ماریس لاوری
ماریس لاوری (استونیایی: Maris Lauri؛ زادهٔ ۱ ژانویهٔ ۱۹۶۶) سیاست‌مدار و اقتصاددان اهل استونی است.
وی از سال ۲۰۱۴ تا ۲۰۱۵ وزیر دارایی استونی و در سال ۲۰۱۶ وزیر آموزش و پژوهش  استونی بوده‌است، لاوری در ژانویه ۲۰۲۱ به‌عنوان وزیر دادگستری استونی انتخاب شد.